# Игра воды
«Игра́ воды́» (фр. Jeux d’eau) — произведение для фортепиано Мориса Равеля. Написано в 1901 году; посвящено Габриэлю Форе, у которого Равель в то время учился. Впервые исполнено публично в 1902 году Рикардо Виньесом.
Композитор описывал «Игру воды» следующим образом: «Эта пьеса, навеянная шумом воды и другими музыкальными звуками, слышными в фонтанах, водопадах и ручьях, построена на двух темах, подобно сонатному аллегро, хотя и не следует классическому тональному плану». На авторской рукописи надписана цитата из Анри де Ренье (часто включаемая в издания произведения в качестве эпиграфа): «Речной бог, смеющийся над щекочущей его водой» (фр. «Dieu fluvial riant de l'eau qui le chatouille…»).
В пьесе ощутимо влияние Листа — его «Фонтанов виллы д’Эсте» (в оригинале название сходное: «Les jeux d’eaux à la Villa d’Este»).
«Энциклопедией пианистической фактуры современной музыки» назвал «Игру воды» музыковед Арнольд Альшванг.
Среди множества записей пьесы можно отметить записи Альфреда Корто, Вальтера Гизекинга, Бенно Моисеевича, Эмиля Гилельса, Святослава Рихтера, Эрла Уайлда, Марты Аргерих, Паскаля Роже.